# Weißkopfnonne
Die Weißkopfnonne (Lonchura maja) ist eine Art aus der Familie der Prachtfinken. Es werden keine Unterarten unterschieden.

## Beschreibung
Die Weißkopfnonne erreicht eine Körperlänge von bis zu elf Zentimeter. Es besteht kein Sexualdimorphismus.
Kopf und Hals beider Geschlechter sind weiß. Die Kehle und der Hinterhals sind bräunlich überhaucht, der Rücken und die Flügel sind stumpf-kastanienbraun. Der Bürzel und die Oberschwanzdecken sind bei einzelnen Individuen gelblich-rotbraun, ansonsten etwas rötlicher kastanienbraun. Die Schwanzfedern sind schwarzbraun mit einem rotbraunen Saum. Die Vorderbrust ist bräunlich verwaschen und geht dann in ein Schwarz über. Das Schwarz der Körperunterseite zieht sich bis zu den Unterschwanzdecken hin. Das Weibchen ist in der Regel etwas blasser und am Kopf weniger rein weiß als das Männchen. Der Schnabel ist kräftig und hell blaugrau.
Die Jungvögel haben einen gelbbraunen Oberkopf. Die Körperunterseite ist bei ihnen zimtbraun.

## Verbreitungsgebiet und Lebensraum

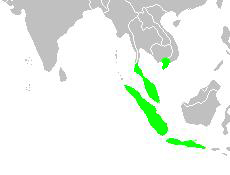
Verbreitungskarte

Das Verbreitungsgebiet der Weißkopfnonne ist die Malaiische Halbinsel von dem Süden Thailands bis Singapur und Sumatra mit den dort vorgelagerten Inseln sowie Java und Bali. Auf den Leeward Islands der Antillen ist die Weißkopfnonne eingebürgert. In Singapur wird die Weißkopfnonne in den letzten Jahren zunehmend durch das Muskatbronzemännchen verdrängt.
Die Nahrung der Weißkopfnonne besteht hauptsächlich aus Grassamen. Daneben frisst diese Prachtfinkenart auch Insekten. Der Lebensraum sind Reisfelder, Gras- und Unkrautwildnisse in niedrigen Höhenlagen. Sie kommt auch in Gärten vor.
Die Brutzeit fällt auf Java auf das Ende der Regenzeit. Das Nest wird niedrig im Gras oder in Sträuchern errichtet. Das Gelege besteht aus vier bis sechs Eiern.

## Haltung
Die Weißkopfnonne wurde vermutlich das erste Mal von Karl von Reichenbach gehalten, der bereits 1861 über diese Art berichtete. Von den 1870er Jahren bis zum Ersten Weltkrieg war sie sehr regelmäßig im Handel. In größerer Zahl wurde sie wieder ab 1950 importiert. Heute zählt sie zu den Arten, die sehr häufig in Massen importiert werden. Entsprechend gering ist die Nachzuchtrate.

## Belege

### Einzelbelege
1. 1 2  Nicolai et al., S. 246